# Agustín Aznar
Agustín Aznar Gerner (Madrid, 18 de agosto de 1911-Madrid, 2 de mayo de 1984) fue un médico español y activista falangista, líder de las milicias de la Falange. Prometido con una prima de José Antonio Primo de Rivera, organizó diversos intentos para rescatar a este último de su prisión de Alicante durante la Guerra Civil. Afín al Nuevo Orden nazi, fue voluntario de la División Azul durante la Segunda Guerra Mundial. Desempeñó durante la dictadura franquista cargos de procurador y de miembro del Consejo Nacional de FET y de las JONS.

## Biografía

### Primeros años
Nacido el 18 de agosto de 1911 en Madrid, era hijo de Severino Aznar Embid, sociólogo y catedrático de la Universidad Central. Militante de Falange Española y estudiante de medicina, llegó a obtener el título de campeón de Castilla de lucha grecorromana.
El 25 de enero de 1934 dirigió el asalto por parte de tres brigadas carlistas y falangistas del local de la Asociación Profesional de Estudiantes de Medicina en la Facultad de San Carlos, que dio lugar a un salvaje tiroteo con un herido grave (el vicesecretario de la Federación Universitaria Escolar, Antonio Zárraga García, quien durante la guerra aparece como teniente de sanidad) y varios heridos. El claustro sancionó a Aznar con la pérdida de la carrera. Fundador del Sindicato Español Universitario (SEU), el 16 de marzo de ese año encabezó un ataque a los almacenes Sepu (regentado por empresarios de origen judío) en el que se rompieron escaparates y mobiliario del establecimiento, siendo detenido. Desempeñó el cargo de jefe nacional de milicias de Falange entre febrero de 1935 y marzo de 1936, cuando fue detenido nuevamente; tras ello, Juan Ponce de León acabaría tomando el mando de la llamada «Primera Línea».

### Guerra Civil
Al comienzo de la guerra civil se encontraba en prisión en Vitoria. Tras el triunfo de la sublevación en la ciudad fue liberado. Al producirse la muerte de Luis Aguilar, sucedió a este de forma provisional como jefe nacional de la milicia; sería ratificado en el puesto en Valladolid el 1 de agosto. Por aquel entonces estaba prometido con una prima de José Antonio Primo de Rivera: Dolores Primo de Rivera y Cobo de Guzmán. En agosto los dos principales núcleos falangistas en territorio sublevado eran Valladolid y Sevilla; Aznar había amasado una enorme importancia dentro del partido a las alturas de comienzos de septiembre, cuando, el día 2, los restos del Consejo Nacional de la Falange se reunieron en la Universidad Literaria de Valladolid, para acabar eligiendo, a propuesta de Aznar, a Manuel Hedilla como jefe de una Junta de Mando provisional, constituida por Agustín Aznar, Andrés Redondo, José Moreno, Jesús Muro y José Sáinz Nothnagel.
Se volcó en los diversos intentos por liberar José Antonio de su prisión de Alicante. En septiembre de 1936 conspiró con el cónsul honorario alemán en Alicante Joaquim von Knobloch para planificar una operación de liberación de José Antonio de su prisión de Alicante; el plan fracasó y estuvo a punto de acabar entre rejas con su líder, pero escapó el 22 de septiembre con ayuda de un buque alemán. Otro plan para liberar a José Antonio dirigido por Aznar y que involucraba un comando falangista en el que se incluía al boxeador Paulino Uzcudun tuvo que ser abortado en octubre de 1936. Fue redactor del periódico Unidad, fundado el 16 de septiembre de 1936 tras la toma de San Sebastián por las tropas franquistas. A comienzos de 1937, durante las luchas internas por el poder en la Falange Española de las JONS, se encuadró en el llamado sector legitimista, junto a falangistas como Pilar Primo de Rivera, Sancho Dávila o Rafael Garcerán, que no reconocían la autoridad de Manuel Hedilla; el 16 de abril de 1937, en Salamanca, los legitimistas disolvieron la Junta de mando provisional y en su lugar nombraron un triunvirato formado por Agustín Aznar, Sáncho Dávila y José Moreno. Hedilla, que creía gozar del apoyo de Franco, contraatacó y Dávila y Aznar fueron arrestados. Pilar Primo de Rivera medió por Aznar y este no tardó en ser liberado. Poco después, en mayo, fue confirmado como asesor de la Milicia Nacional.
Aznar, que contrajo matrimonio con Dolores el 20 de octubre de 1937 en el templo de San Esteban de Salamanca, fue uno de los miembros nombrados para el I Consejo Nacional de FET de las JONS, con una filiación proclive al Nuevo Orden nacionalsocialista. Tras aumentar la desconfianza de Franco hacia los camisas viejas, en junio de 1938 fue expulsado de FET y de las JONS, así como de sus cargos políticos, acusado de conspirar contra Franco junto a Fernando González Vélez, y sentenciado a una dura condena; hacia el final de la guerra civil la pena de Aznar fue conmutada por un año de arresto domiciliario.

### Segunda Guerra Mundial

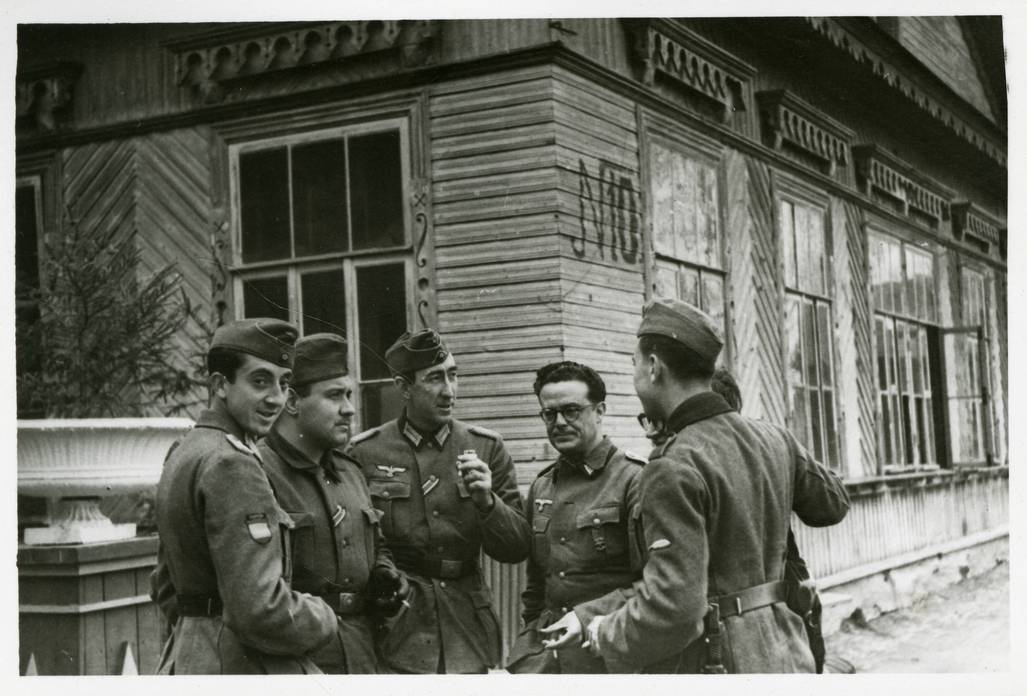
Aznar, segundo por la izquierda, junto a otros divisionarios.

Con el tiempo sería rehabilitado y, tras la crisis de mayo de 1941, nombrado delegado nacional de Salud de FET de las JONS. Bajo su mando la delegación organizó en el Retiro una exposición fotográfica de anatomía, fisiología e higiene alemanas. Decepcionado por la falta de una apuesta decidida de Franco por el Nuevo Orden nazi y por el estado nacionalsindicalista, fue uno de los voluntarios de la División Azul, destinados durante la Segunda Guerra Mundial al Frente Oriental para combatir junto a la Alemania nazi contra la Unión Soviética. Aznar, que se recuperó en Berlín —recibiendo un trato de privilegio— de un tobillo fracturado junto con Dionisio Ridruejo, con el apoyo de la embajada española, y retornó a España en 1942. En enero de 1943 efectuó una visita a Alemania encabezada por José Luis Arrese junto con Valdés Larrañaga, Arias Salgado, Manuel Martínez de Tena, Víctor de la Serna y Xavier de Echarri, que, hasta febrero, estudió a los servicios de la Nationalsozialistische Volkswohlfahrt. A la vuelta del Tercer Reich, en contraste con Arrese, Aznar no moderó su apoyo por Adolf Hitler.
Igualmente, desarrolló vínculos con el médico nazi Leonardo Conti y la Asociación Médica del Reich. En 1944 tuvo lugar un programa de envío de doctores españoles al Tercer Reich concebido por Aznar; la salida de doctores de España comenzó en enero, y en noviembre todavía se presentaban voluntarios.

### Últimos años
También ejerció, además de su profesión de médico, de primer presidente de la Sociedad Española de Hematología y Hemoterapia entre 1959 y 1961. En 1965 tomó posesión como primer presidente de la Federación Nacional de Judo, creada al segregarse de la Federación de Lucha.
Como político desempeñó cargos de consejero nacional, procurador en las Cortes franquistas desde 1943, delegado nacional de Sanidad de Falange Española Tradicionalista y de las JONS, y vocal del Instituto Nacional de Previsión. A comienzos de la década de 1960 llegó a militar en los Círculos Doctrinales «José Antonio», junto a otros falangistas históricos como José Antonio Girón de Velasco o Raimundo Fernández-Cuesta. Tras la muerte de Franco, fue uno de los 59 procuradores que el 18 de noviembre de 1976 votó en contra de la Ley para la Reforma Política que derogaba los Principios Fundamentales del Movimiento.
Falleció en mayo de 1984 en el Hospital Provincial de Madrid.

## Reconocimientos
- Gran Cruz de la Orden Civil de Sanidad (1945)[57]
- Gran Cruz de la Orden de Cisneros (1950)[58]
- Gran Cruz de la Orden Imperial del Yugo y las Flechas (1964)[59]